# برج میزان
بُرج میزان(♎) (ترازو)، هفتمین برج فلکی از دایرةالبروج است. نام قدیمی ماه‌های ایرانی است. امروزه در ایران برج میزان را ماه مهر می‌نامند اما در افغانستان همچنان این ماه را برج میزان می‌گویند. برج میزان یعنی برابری شب و روز یا اعتدال پاییزی.
در تقویم قدیم ایران میزان، هفتمین برج [خانهٔ] خورشید، قوسی ۳۰ درجه از دایرةالبروج است. این برج خط سیر خورشید در مهر ماه به مدت ۳۰روز و ۰۹ساعت و ۲۶دقیقه و نام دیگر این ماه در گاهشماری خورشیدی نیز می‌باشد. میانگین شبانه‌روز لحظه تحویل برج میزان ساعت ۰۹:۳۷ روز ۱ مهر است.
دو هزار سال پیش این برج، بیشتر از زمینه صورت فلکی میزان (ترازو) می‌گذشت و به همین نام باقی ماند؛ ولی امروزه از زمینه صورت فلکی سنبله (دوشیزه) می‌گذرد.

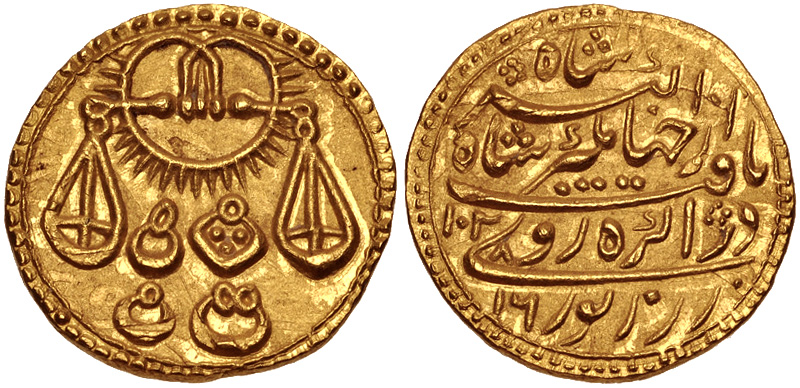
خورشید در برج میزان؛ سکه جهانگیر شاه

## جشن سر میزان و اعتدال پاییزی
می‌دانیم که در طی هر سال طول و اندازهٔ ساعات روز و ساعات شب با همدیگر هم اندازه و هم میزان می‌گردد. یکبار در ابتدای فصل بهار که به آن اعتدال بهاری و یک بار هم در ابتدای فصل پاییز که به آن اعتدال پاییزی گفته می‌شود.
از قدیم الایام خصوصاً در ممالک اطراف بین‌النهرین این دو اعتدالین هم دربهار و هم در پاییز جشن گرفته می‌شده‌است، اما به مرور زمان و با کم شدن تدریجی فعالیت‌های کشاورزی در سواحل میان رودان و جایگزین شدنش با صنعت و حفاری‌های نفتی، جشن اعتدال پاییزی (جشن مهرگان) از رونق افتاده و اکنون دیگر جز در مناطقی محدود و محافلی کوچک برگزار نمی‌گردد.
در جشن مهرگان و طی مراسم سرمیزان که قبل از برداشت محصولات کشاورزی برگزار می‌شده مردمان به صورت دسته جمعی به شکرگزاریِ خداوند روزی دهنده پرداخته و سپس محصولاتی مثل جو و گندم را با کمک همدیگر درو و آن را در میدانی مخصوص جمع‌آوری می‌نمودند و پس از کوبیدن و باد دادن و جدا کردن پوست و کاه از دانه‌های ارزشمند، سهم مشارکت کنندگان و کمک کنندگان در کاشت و داشت و برداشت محصول و سهم صاحب زمین کشاورزی و سهم نیازمندان و موبدان و شاهان را با میزان و ترازوی خاصی اندازه‌گیری کرده و کنار می‌گذاشتند.
اگر مراسم سرمیزان یادشده در کتب تاریخ باستان را همان جشن مهرگان یا دستکم مراسمی همسان و همزمان آن بدانیم می‌توان نتیجه گرفت که در یکم ماه مهر و آغاز فصل پاییز برگزار می‌شده و این رسم تا پایان دوره هخامنشی و احتمالاً تا اواخر دوره اشکانی دوام داشته‌است. اما آن‌گونه که از اسناد تاریخی بر می‌آید پس از این زمان وشاید هم بعدتر دردوره ساسانی، جشن مهرگان به روز شانزدهم مهر که در میان زردشتیان به مهر روز یا روز مهر معروف بوده منتقل گردیده‌است.
اما در خراسان یکی از مهم‌ترین جشنهای سنتی ایرانیان جشن سَرِ میزو یا جشن اول میزان بوده که از اول مهر شروع می‌شده‌است.
میزان از طرفی به معنای برابری و اعتدال هم هست.
.
- خیزید و خز آرید که هنگام خزان

است
- باد خنک از جانب خوارزم وزان است
- آن برگ رَزان بین که بر آن شاخ رزانست
- گویی به مُثَل، پیرهنِ رنگرزان است.

منوچهری_دامغانی
دربرخی کشورها مثل ژاپن هنوز هم اعتدال پاییزی جزو تعطیلات رسمی است و از اهمیتش کاسته نشده‌است.

## معنی میزان

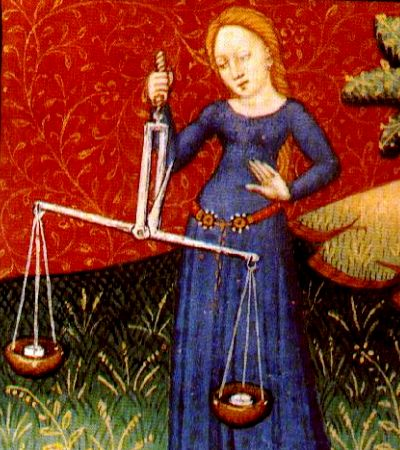
میزان

معنی میزان در فرهنگ معین:یعنی ترازو، اندازه، مقدار، جمع موازین، هفتمین برج از برج‌های دوازده‌گانه که خورشید در حرکت ظاهری خود از ابتدای مهر ماه در آن قرار می‌گیرد.

## منابع

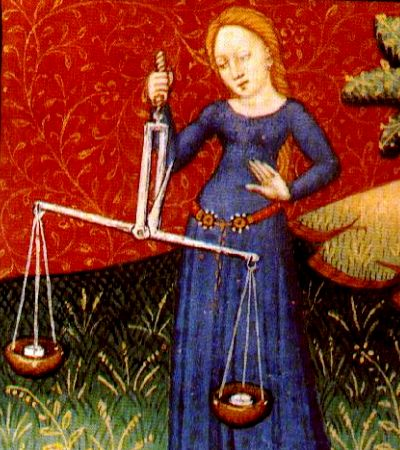
میزان